# Parchman Farm (Lied)

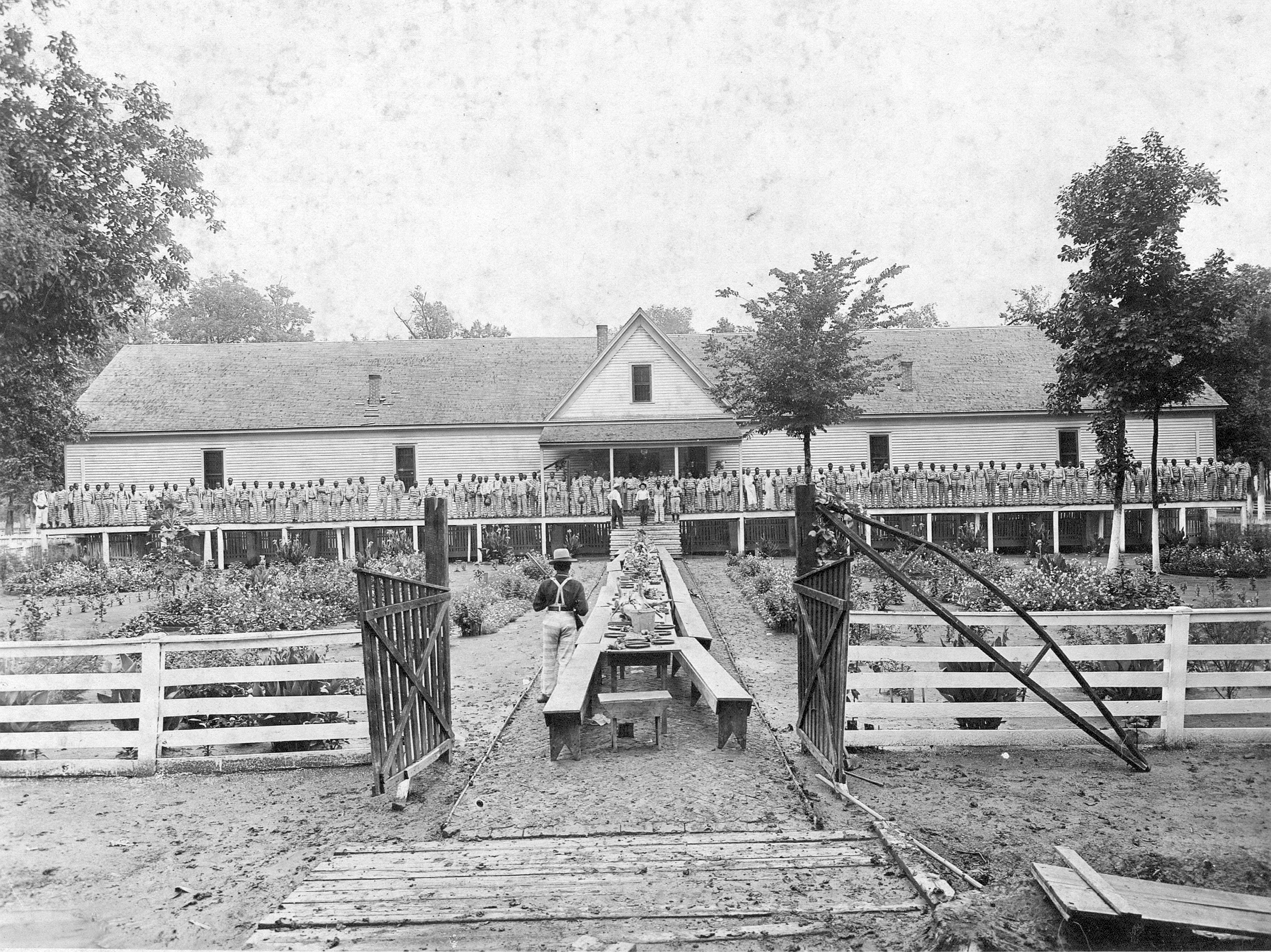
Mississippi State Penitentiary, umgangssprachlich Parchman Farm (historische Aufnahme)

Parchman Farm ist ein Bluestitel des US-amerikanischen Sängers und Pianisten Mose Allison, der auf seinem Album Local Color (veröffentlicht 1957) erstmals zu finden ist. Der Song ist musikalisch und textlich eine Variante des Parchman Farm Blues von Bukka White.

## Song von Bukka White
Der Blues von Bukka White wurde 1940 in Chicago aufgenommen und bei Okeh Records veröffentlicht. Der Titel bezieht sich auf das 1904 errichtete Mississippi State Penitentiary, die älteste und größte Haftanstalt des US-Bundesstaates Mississippi, die sich in Parchman im Sunflower County befindet, als gewinnerzeugende Plantage betrieben wurde und durch seine harten Haftbedingungen, insbesondere hinsichtlich der Arbeitsleistungen der Häftlinge, berüchtigt war. White war dort nach einer Schießerei von 1937 bis 1940 inhaftiert. Nach seiner Freilassung konnte er, der bereits erste Erfolge als Bluessänger hatte, weitere Titel aufnehmen, darunter den Parchman Farm Blues. Er prangert darin die üblen Haft- und Arbeitsbedingungen dieser Haftanstalt an: „Wenn es Dir gut gehn soll, halt Dich fern von der alten Parchman Farm.“ Gemeinsam mit dem 1905 veröffentlichten Midnight Special prägte der Song das Image vom Südstaaten-Gefängnis.

## Song von Mose Allison
Mose Allisons Variante des Titels von White wurde auf seinem Album Local Color 1957 veröffentlicht. Dort betonte er, dass er sich unschuldig im Gefängnis befinde. Anders als White beschreibt er die Bedingungen der Zwangsarbeit bei der Baumwoll-Ernte genauer. Einige Jahre später verfasste er einen neuen Text voller sardonischem Spott; dieser New Parchman wurde erstmals 1964 auf dem Album The Word from Mose Allison veröffentlicht.

## Coverversionen
Allisons Version von Parchman Farm wurde von folgenden Interpreten gecovert (Veröffentlichungsjahr, Album):
- Duffy Power mit The Paramounts (1964)
- The Blues Project (1965; veröffentlicht 2012)
- Larry Bright (1966)
- John Mayall (1966, Blues Breakers with Eric Clapton)
- Claude King (1967)
- Blue Cheer (1968, Vincebus Eruptum)
- Bobbie Gentry (1968, The Delta Sweete)
- Johnny Winter (1970, About Blues)
- Cactus (1970, Cactus; 1996, Cactology; 2004, Fully Unleashed: The Live Gigs)
- Blues Image (1970, Open)
- Hot Tuna (1990, Pair a Dice Found; 1997, Live in Japan; 2004, Live At Sweetwater Two)
- The Ford Blues Band (1991, The Ford Blues Band)
- Brendan Croker & The Serious Offenders (1993, Time Off)
- Poison 13 (1994, Wine Is Red, Poison Is Blue)
- Sam Mitchell (2000, Resonating)
- Rick Derringer (2000, Jackhammer Blues)
- Michael Chapman (2000, Growing Pains)
- David Clayton-Thomas (2007)
- Jerry Granelli Trio: Plays Vince Guaraldi & Mose Allison (2020)

Als Parchment Farm (vermutlich einfach falsch geschrieben) wurde das Lied von Billy Lee Riley (1966, In Action!!!), Blue Cheer (1968, Vincebus Eruptum) und On Trial (2003, Head) aufgenommen. Außerdem gibt es eine Version von Dead Moon aus dem Jahr 1988, die ebenfalls auf Allison zurückgeht.